# Pierwszy atak UPA na Mizocz
Pierwszy atak UPA na Mizocz – atak oddziałów Ukraińskiej Powstańczej Armii na miasteczko Mizocz położone w powiecie zdołbunowskim województwa wołyńskiego i walki z oddziałem armii węgierskiej oraz policją, połączony z zamordowaniem ponad 100 Polaków i spaleniem większości zabudowy miejscowości. Atak miał miejsce  w nocy z 24 na 25 sierpnia lub 31 sierpnia na 1 września 1943, podczas okupacji niemieckiej. Konsekwencją ataku była ewakuacja ocalałej polskiej ludności cywilnej do Zdołbunowa.

## Przed atakiem
Od początku okupacji niemieckiej Ukraińcy z Mizocza zaczęli okazywać wrogość wobec Polaków, jednak zdaniem W. i E. Siemaszków obecność na miejscu kompanii Niemców powstrzymywała ich do lata 1943 przed większymi antypolskimi wystąpieniami. Dochodziło do zabójstw pojedynczych osób oraz w lipcu 1943 do mordu na 15 osobach pasących bydło. Podczas rzezi wołyńskiej do miasta ściągali polscy uchodźcy z eksterminowanych przez UPA wiosek; na cmentarzu codziennie dochodziło do pochówków przywiezionych zwłok. Część przybyłych nie widząc możliwości przetrwania zgłaszała się na roboty przymusowe w III Rzeszy lub wyjeżdżała do większych ośrodków. Niemcy zwerbowali wśród uchodźców 40 mężczyzn do policji. Od 1943 roku w miasteczku stacjonowała także kompania węgierska, która pomagała Polakom dokarmiając ich oraz przekazując broń.
Latem 1943 roku kompania Niemców opuściła Mizocz, zmniejszyła się także załoga węgierska. Węgrzy oraz policjanci stacjonowali w budynkach pałacu hr. Dunina-Karwickiego oraz cukrowni, które znajdowały się w zachodniej części miasteczka.
W sierpniu 1943 mizoczanie żyli w oczekiwaniu na atak UPA; tuż przed napadem Ukraińcy wyprowadzili się poza miasteczko. Stanisławę Kowalską przed atakiem ostrzegł Ukrainiec Dawidiuk.

## Przebieg ataku

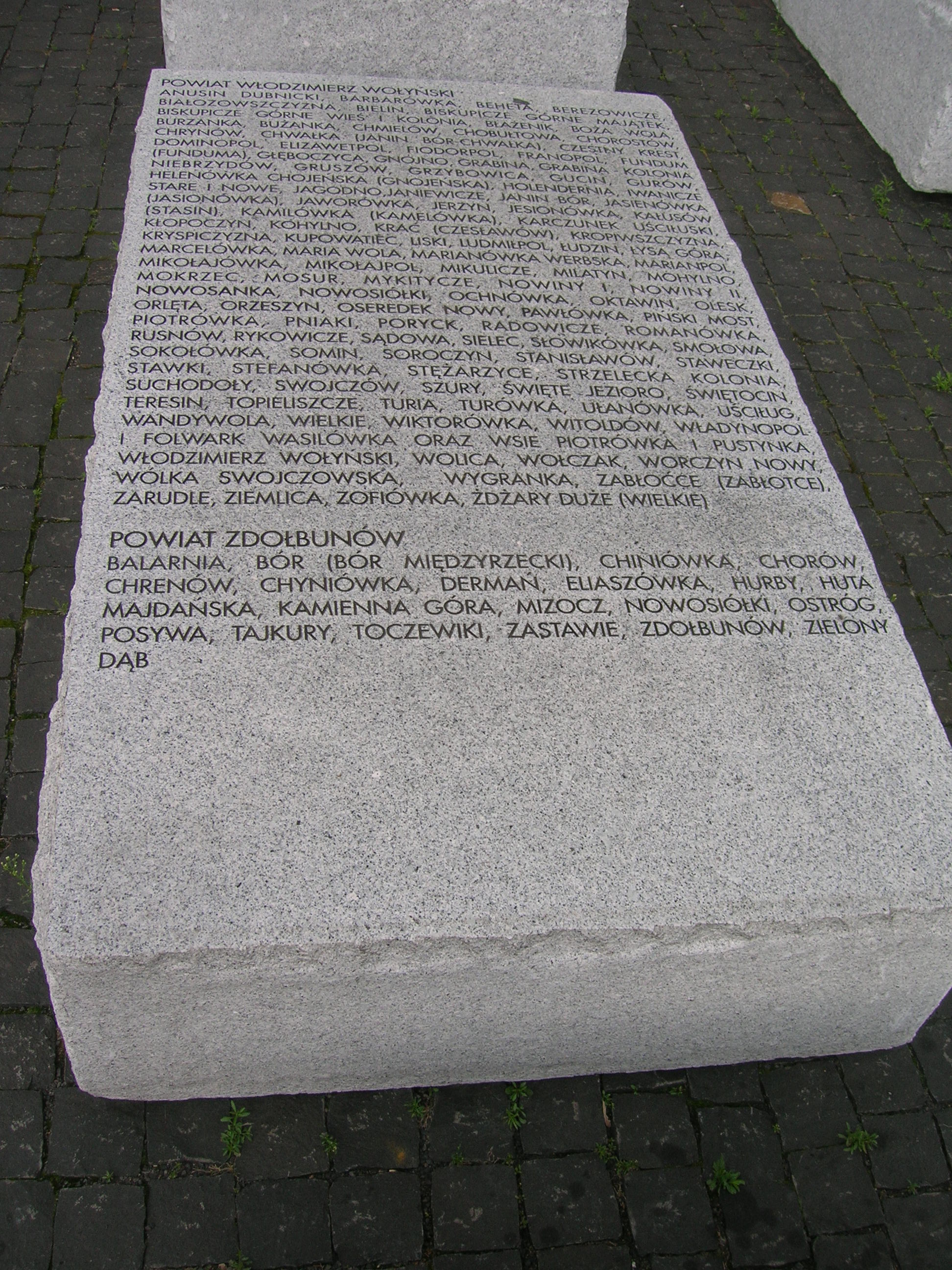
Tablica Pomnika ofiar zbrodni dokonanej na obywatelach polskich przez OUN-UPA wymieniająca Mizocz

Pod koniec sierpnia 1943 (w nocy z 24 na 25 sierpnia bądź z 31 sierpnia na 1 września) krótko po północy dwa kurenie UPA (dubieński i krzemieniecki) zaatakowały Mizocz od strony wschodniej i przystąpiły do eksterminacji Polaków oraz palenia zabudowań. Mordowano głównie za pomocą broni białej (sierpy, siekiery, noże). Walkę z napastnikami podjęli polscy policjanci oraz uzbrojeni cywile, a także kompania węgierska. Walki oraz rzeź ludności trwały całą noc. Liczbę ofiar W. i E. Siemaszkowie oceniają na ponad 100, choć istnieją także wyższe szacunki. Ofiarami padli w większości uchodźcy z wiosek. Zdaniem Siemaszków istniejący w Mizoczu konspiracyjny pluton AK nie odegrał żadnej roli w obronie Polaków.
Sotnia Maksyma Skorupskiego „Maksa” zdobyła cukrownię, jednak nie zdążyła zabrać cukru, gdyż otrzymała rozkaz odwrotu z powodu pojawienia się w okolicy sił niemieckich. Zdaniem Siemaszków przyczyną przerwania ataku mogła być odsiecz węgierska ze Zdołbunowa, która rano przybyła do Mizocza.

## Późniejsze wydarzenia
Na drugi dzień Polacy zebrali zabitych z ulic, pochowali ich w zbiorowej mogile i niemal wszyscy opuścili spalone w 80% miasteczko ewakuując się koleją do Zdołbunowa. Po drodze uchodźcy byli cały czas ostrzeliwani przez Ukraińców, na co uzbrojeni Polacy odpowiadali ogniem. Ci którzy pozostali, z czasem wyjechali na własną rękę. Miejscowość opuścili także Czesi, których UPA dotąd nie atakowała.
Drugi atak UPA na Mizocz nastąpił 3 listopada 1943.